# Roni Horn
Roni Horn (Nueva York, 25 de septiembre de 1955) es una artista visual y escritora estadounidense. Su obra, desarrollada durante más de cuarenta años en medios muy variados, comprende la fotografía, la escultura y las instalaciones. Nieta de inmigrantes de Europa del Este, vive y trabaja en la  ciudad de Nueva York.

## Primeros años
Roni Horn debe su nombre a sus dos abuelas, ambas se llamaban Rose. En una entrevista en 2009, Horn reflexionaba sobre  su nombre, de género neutro, como una ventaja, y afirmaba "de joven decidí que mi sexo, mi género, no eran asunto de nadie".
Horn creció en el condado de Rockland, Nueva York. Pronto terminó  instituto, y a los 16 años se matriculó en la Escuela de Diseño de Rhode Island. En 1975, se licenció en Bellas Artes, con 19 años. Al describir este "rápido recorrido" en Providence, declaró: "Tenía un estudio en un barrio malo con poca luz diurna. Era peligroso y deprimente."
Horn obtuvo un máster en escultura en la Universidad de Yale. Desde 1975 ha viajado a menudo a Islandia, cuyo paisaje y aislamiento han influido enormemente en su obra.

## Obra y reconocimiento
Horn ha estado íntimamente ligada a la singular geografía, geología, clima y cultura de Islandia. Desde su primer encuentro con la isla en los 70 como joven licenciada en Bellas Artes con una beca de Yale, Horn ha regresado a Islandia con frecuencia.

### To Place
La serie de libros en curso titulada To Place (1990-) está relacionada con Islandia.
Bluff Life (1990), reproduce 13 dibujos en acuarela y grafito, realizados en 1982 durante una estancia de dos meses en un faro frente a la costa sur de Islandia en un pueblo llamado Dyrhólaey. El segundo libro, Folds (1991), es una colección de fotografías que documentan los apriscos existentes. To Place: Verne's Journey (1995) es el quinto de la serie. El séptimo volumen Arctic Circles (1998) es un ensayo fotográfico que registra el horizonte infinito del Mar del Norte, las plumas de un nido de eider y la baliza giratoria de un faro. Doubt Box (Libro IX) (2006) es una colección de tarjetas en lugar de un volumen encuadernado. Impresas por ambas caras, las tarjetas muestran imágenes de aguas glaciales, aves disecadas y un rostro.
Entre los años 2004 y 2006, los libros estuvieron seleccionados entre los más importantes fotolibros de la historia. En un artículo publicado en 2009 se afirmaba que los nueve libros de To Place "constituyen juntos uno de los grupos más importantes de libros de artistas desde los libros de Ed Ruscha de la los años 60 y las publicaciones de Bernd y Hilla Becher sobre arquitectura industrial". Otras publicaciones incluyen Dictionary of Water, This is Me, This is You, Cabinet of, If on a Winter's Night, Her, Her, Her, & Her, Wonderwater (Alice Offshore) e Index Cixous, 2003-05 .

### Instalaciones

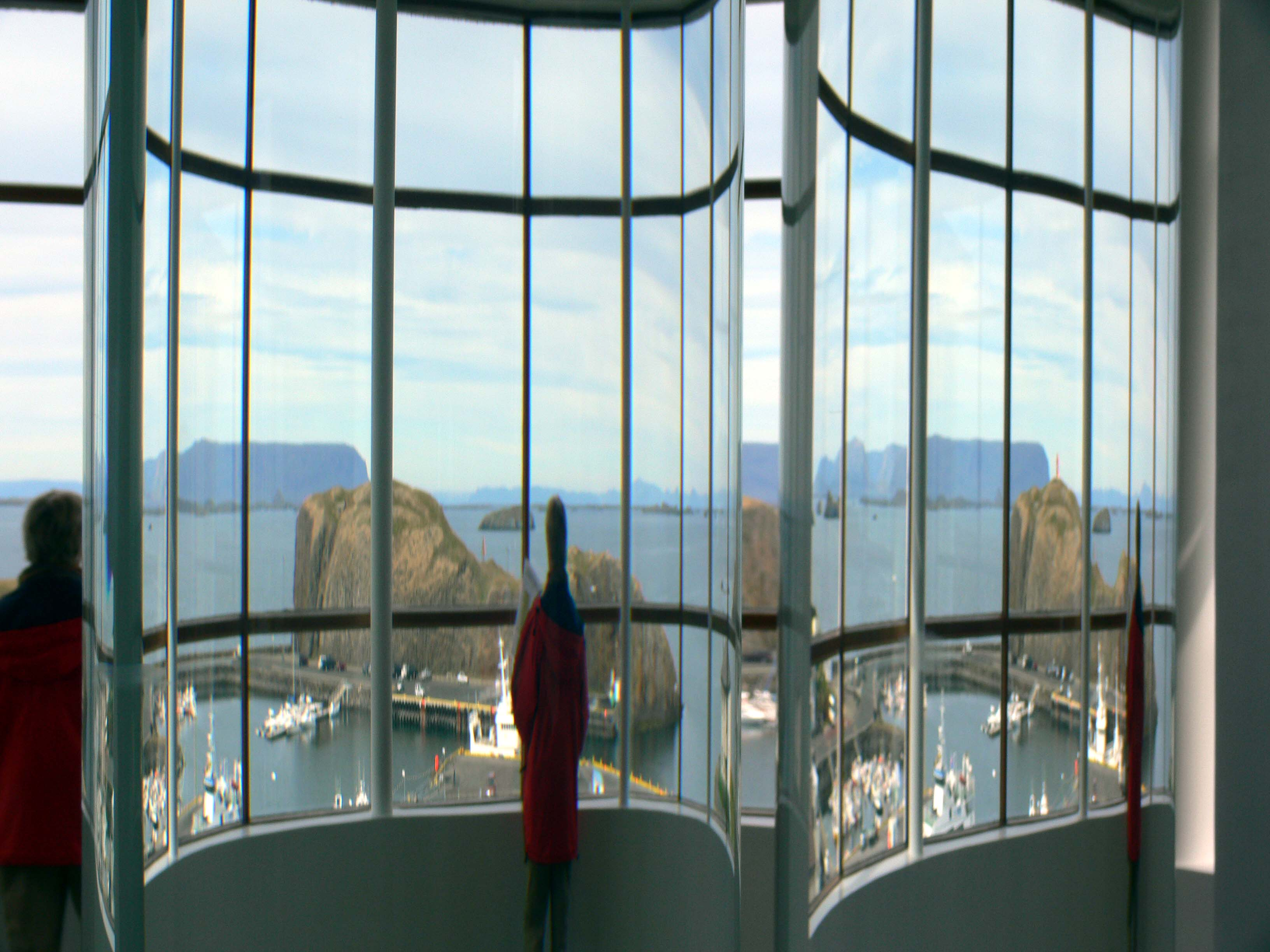
Vatnasafn, Biblioteca del agua de Horn en Stykkishólmur

El clima ha jugado un papel importante en el trabajo de Horn. Ha creado varias obras de arte público, comoYou Are the Weather-Munich (1996-97), una instalación permanente para la oficina Deutscher Wetterdienst en Múnich. You in You (1997), una pasarela de baldosas de caucho en la estación de tren del este de Basilea, imita una inusual formación basáltica en Islandia. Some Thames (2000), una instalación permanente en la Universidad de Akureyri en Islandia. Consta de 80 fotografías de agua dispersada por los espacios públicos de la universidad. En 2007 realizó el primer encargo internacional de Artangel, creando Vatnasafn / Library of Water, una instalación de larga duración en la ciudad de Stykkishólmur, Islandia. La instalación está compuesta con agua recogida de los glaciares islandeses.
La "Biblioteca del agua" se encuentra en un antiguo edificio de biblioteca en Stykkisholmur, en la costa oeste de Islandia. Horn se fijó en el edificio en la década de 1990. Está situado en el punto más alto del pueblo, con vistas al puerto y al mar. Fue concebido por Horn en 2004 como una instalación escultórica y centro comunitario.
En 2004, Hauser & Wirth en Londres acogió una instalación de Horn titulada Agua Viva para la exposición Rings of Lispector. La instalación consistía en baldosas de caucho interconectadas en las que se incrustaban fragmentos de texto de la traducción inglesa de Agua Viva, de Hélène Cixous (The Stream of Life) de Clarice Lispector en tonos que contrastaban con el caucho de color canela. Horn manipuló pasajes del texto para formar anillos y bucles parciales y superpuestos, jugando con el orden y la coherencia del texto de Lispector. Las dimensiones del suelo de caucho en Hauser & Wirth London eran de aproximadamente 1.500 pies cuadrados, y cada baldosa de caucho de 69 pulgadas cuadradas. Contenía 25 "dibujos de suelo  de caucho" con baldosas lisas adicionales para que la pieza encajara de pared a pared.
Hélène Cixous escribió la monografía que acompañaba a la instalación.

### Series fotográficas
La primera instalación fotográfica de Horn, You Are The Weather (1994-1996), es un ciclo fotográfico con 100 primeros planos que presentan a la misma mujer, Margret, en diversas piscinas geotérmicas islandesas. Las notas escritas por Horn sobre esta obra se incluyeron en el catálogo que acompañó a la retrospectiva itinerante de Horn de 2009, Roni Horn, también conocida como Roni Horn. El libro, de dos volúmenes, incluye un índice temático que reúne escritos y reflexiones sobre obras, temas, títulos y asuntos  relacionados con la práctica de Horn. La comisaria Donna De Salvo señala: " You are the Weather representa una cosa viva, no inerte. Horn complicó la noción de superficie y piel. Este tratamiento del rostro difumina la noción entre objeto y sujeto. ¿Quién es el 'tú'? Todas las respuestas dependen de quién elija habitar el papel de 'usted'. Es un proceso de descubrimiento, que en cierto modo refleja la realización de la propia obra. La diferencia sutil y no tan sutil en estas fotografías hace que sea difícil para el espectador descartar una imagen por ser idéntica a la siguiente. 'Tienes' que fijarte con precisión."
Muchas de las imágenes de You Are the Weather se publicaron en uno de los volúmenes de To Place. You are the Weather, Part 2, sigue la misma forma que You are the Weather y presenta el mismo modelo, 15 años después.
Las 45 imágenes en color de la instalación     Pi  (1998) se instalaron en las cuatro paredes de la Galería Matthew Marks, en Nueva York. Las fotografías se tomaron a lo largo de seis años en Islandia.
Still Water (The River Thames, for Example) (1999) es una obra única compuesta por quince litografías fotográficas offset, cada una de 30 1/2 x 41 1/2". Está en la colección del Museo de Arte Moderno. Fue encargada hacia 1998 y Horn ha señalado que surgió al mismo tiempo que el final de una larga relación amorosa. Cada una de las 15 litografías presenta una fotografía de la superficie del río Támesis que ha sido anotada con numerosos y pequeños números blancos que corresponden a la barra de notas a pie de página que recorre el borde inferior de cada imagen.

### Escultura
Félix González-Torres tuvo la oportunidad de ver la escultura Forms from the Gold Field de Horn en 1990 en el Museo de Arte Contemporáneo de Los Ángeles.  En 1993, realizó Untitled (Placebo-Landscape-for Roni). En respuesta, Horn hizo una segunda pieza de campo dorado, Gold Mats, Paired-For Ross and Felix (1994-1995), dedicada al fallecido González-Torres y a su socio Ross Laycock.
La serie de Horn When Dickinson shut her eyes, de 1993, consta de ocho postes cuadrados de aluminio de diferentes longitudes apoyados contra la pared de la galería, cada uno con una línea del poema de Emily Dickinson A Wind that rose.
Pink Tons (2008) es un cubo macizo de vidrio fundido de 1219 x 1219 x 1219 mm, peso 4.536 kg fabricado por Schott, una empresa alemana de vidrio con la que trabaja desde su época de estudiante. También fabricaron las columnas de su Biblioteca del Agua en Islandia.
La obra de HornWell and Truly  (2009-2010) consta de diez piezas de vidrio fundido, cada una de las cuales mide 91,5 cm de diámetro y 45,5 cm de altura Well and Truly forma parte de una colección privada, pero se incluyó en una exposición del mismo título en Kunsthaus Bregenz del 24 de abril al 4 de julio de 2010. Los diez elementos de vidrio son cilindros en tonos azules y verdes azulados pálidos.

### Documental
Horn fue una de las artistas que aparecen en la serie Art:21 de PBS sobre biografías de artistas contemporáneas.

## Exposiciones
La primera exposición individual de Horn (fuera de la universidad) tuvo lugar en 1980 en el Kunstraum München. Con dos exposiciones en Nueva York en las galerías Paula Cooper y Leo Castelli, la carrera de Horn se aceleró a finales de los años 80. Horn recibió el Premio CalArts/Alpert en las Artes en 1998, varias becas NEA y una beca Guggenheim. Ha expuesto individualmente en el Centro de Escultura Nasher (2017); el Instituto de Arte de Chicago (2004); Centro Georges Pompidou, París (2003); Dia Center for the Arts, Nueva York, y Museu Serralves, Oporto (2001); Museo Whitney de Arte Americano, Nueva York; Kunsthalle Basilea (1995); Festival Rencontres d'Arles, Francia (2009) y Tate Modern, Londres (2009). Las exposiciones colectivas incluyen la Bienal de Whitney (1991, 2004); Documenta (1992); y Bienal de Venecia (1997), entre otras. En 2004 fue crítica invitada en la Universidad de Columbia.
En noviembre de 2009, el Museo Whitney de Arte Americano inauguró una muestra de reconocimiento del trabajo de Horn. Titulada "Roni Horn aka Roni Horn", la muestra viajó al Instituto de Arte Contemporáneo de Boston (2010), la Tate Modern de Londres (25 de febrero-25 de mayo de 2009) y la Colección Lambert de Aviñón (21 de junio-4 de octubre de 2009).
En 2016, Horn expuso en solitario en Tilburg, Países Bajos, en el De Pont Museum of Contemporary Art.
En febrero de 2019, The Menil Collection en Houston, Texas, celebró una exposición individual en dos partes, "Cuando respiro, dibujo". La primera parte presenta obras a gran escala de Horne sobre papel, y la segunda, se dedicó a obras creadas a partir de recortes, que se encuentran en la galería principal del Menil Drawing. También recibió el encargo de instalar su dibujo mural "Wits' End Sampler" en el espacio de entrada del Menil Drawing Institute.

## Obras en colecciones públicas
- Gold Field (1980-1982, 1982/2013), Solomon R. Guggenheim Museum, New York; and Glenstone, Potomac, Maryland.[31]
- Things That Happen Again, Pair Object VII (For a Here and a There) (1986-1988), Chinati Foundation, Marfa, Texas (longterm loan from Judd Foundation).[32]
- Asphere (1988-1990, 1998/2001), Museum of Fine Arts, Boston; and Glenstone, Potomac, Maryland.
- Kafka's Palindrome (1991), Museum of Contemporary Art, Los Ángeles.
- Pair Field: Group IV (1991), Museum of Fine Arts, Houston.
- Steven's Bouquet (1991), Museum of Modern Art, New York.
- Lava Fields of Iceland (1992), National Gallery of Art, Washington, D.C.
- How Dickinson Stayed Home (1993), Museum of Contemporary Art, Los Ángeles.
- When Dickinson Shut Her Eyes No. 859: A Doubt If It Be Us (1993), Crystal Bridges Museum of American Art, Bentonville, Arkansas.
- Key and Cue No. 1182 (Remembrance has a rear and front) (1994), University of Michigan Museum of Art, Ann Arbor.
- Gold Mats, Paired - for Ross and Felix (1994/1995), Art Institute of Chicago.
- Deeps and Skies (1995-1996), Art Institute of Chicago.
- Untitled (Flannery) (1996-1997), The Guggenheim, New York.
- Still Water (The River Thames, for Example) (1999), Museum of Modern Art, New York.
- Key and Cue, No. 288 (1994-2004), Institute of Contemporary Art, Boston.
- Untitled (Aretha) (2002-2004), Museum of Modern Art, New York.
- Doubt by Water (2003-2004), Whitney Museum, New York
- White Dickinson I THINK OF YOUR FOREST AND SEA AS A FAR OFF SHERBET (2006), Glenstone, Potomac, Maryland.
- Opposite of White, v.2 (Large) (A) (2006-2007), National Gallery of Art, Washington, D.C.
- Pink Tons (2009, 2008-2011), Tate, London; and Glenstone, Potomac, Maryland.
- Untitled ("The sensation of satisfaction at having outstared a baby.") (2013), Los Angeles County Museum of Art
- Water Double, v. 3 (2013-2015), Glenstone, Potomac, Maryland.